# Šime Ljubić

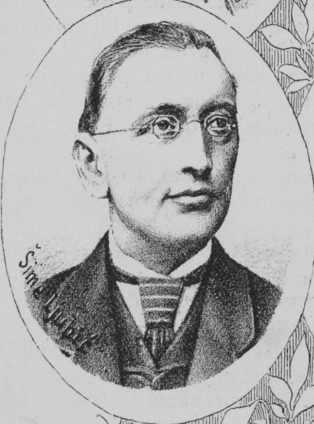
Šime Ljubić

Šime Ljubić, född 24 maj 1822 i Stari Grad på ön Hvar, död där 19 oktober 1896, var en kroatisk historiker och arkeolog.
Ljubić prästvigdes 1847, blev 1861 professor vid gymnasiet i Osijek och 1863 i Rijeka samt 1869 direktör för Sydslaviska akademiens etnografiska samlingar i Zagreb. Förutom en mängd på kroatiska skrivna avhandlingar rörande Dalmatiens, Dubrovniks och Venedigs äldre historia författade han på italienska och latin Nummografia dalmata (1851), Dizionario biografico degli uomini illustri della Dalmazia (1856), Commissiones et relationes Venetæ 1433–1571 (1876–80), Gli ultimi successi di Alberto Waldstein narrati degli ambasciatori Veneti (1862), Studii archeologici sulla Dalmazia (1859) och Der Fund römischer Goldmünzen aus dem ersten Jahrhunderte der Kaiserzeit in Semlin gemacht (1876).

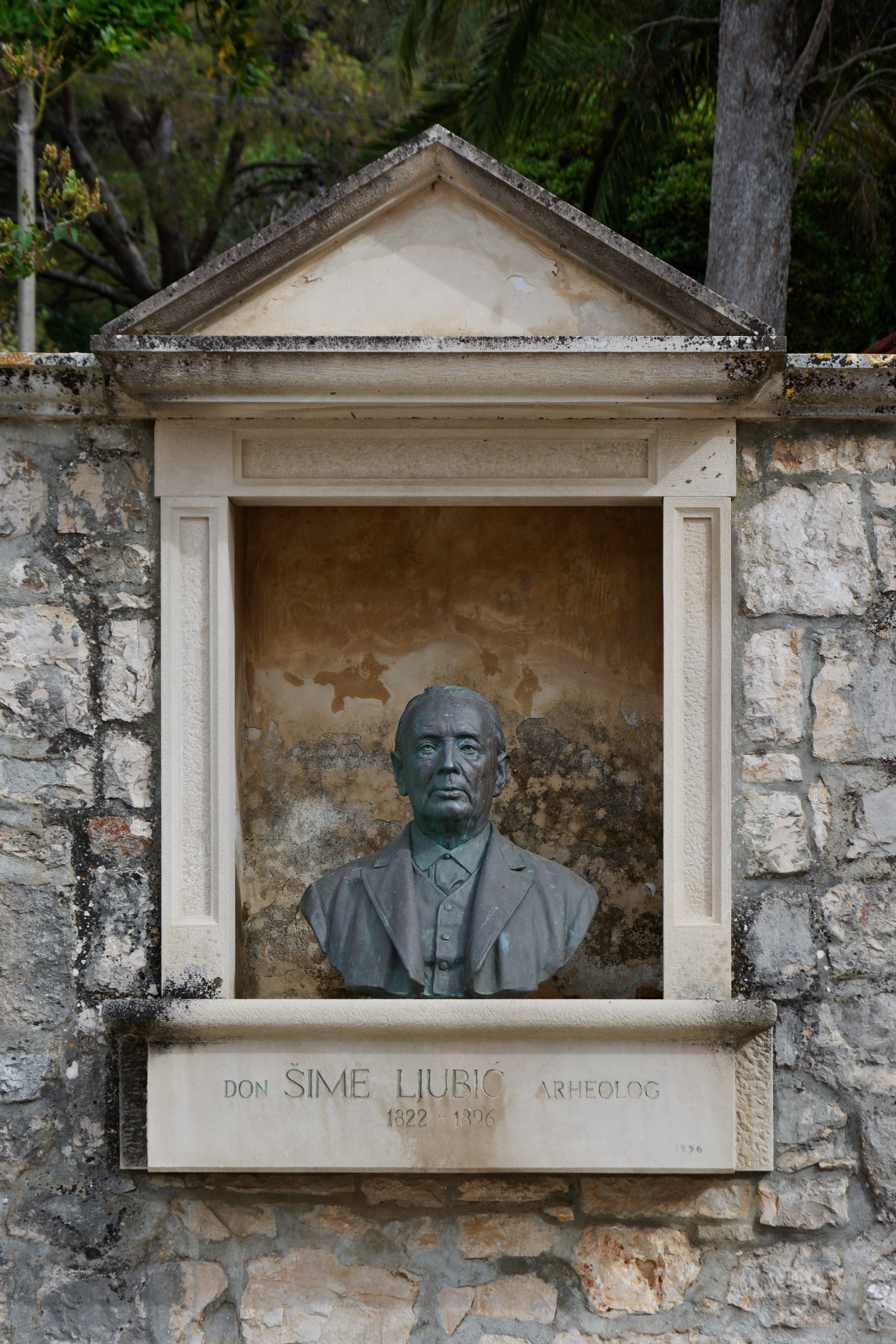
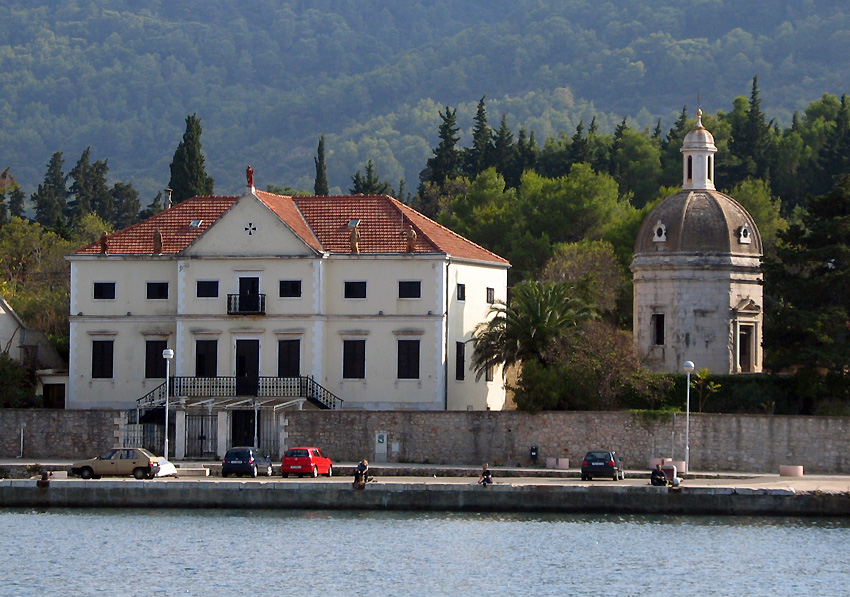
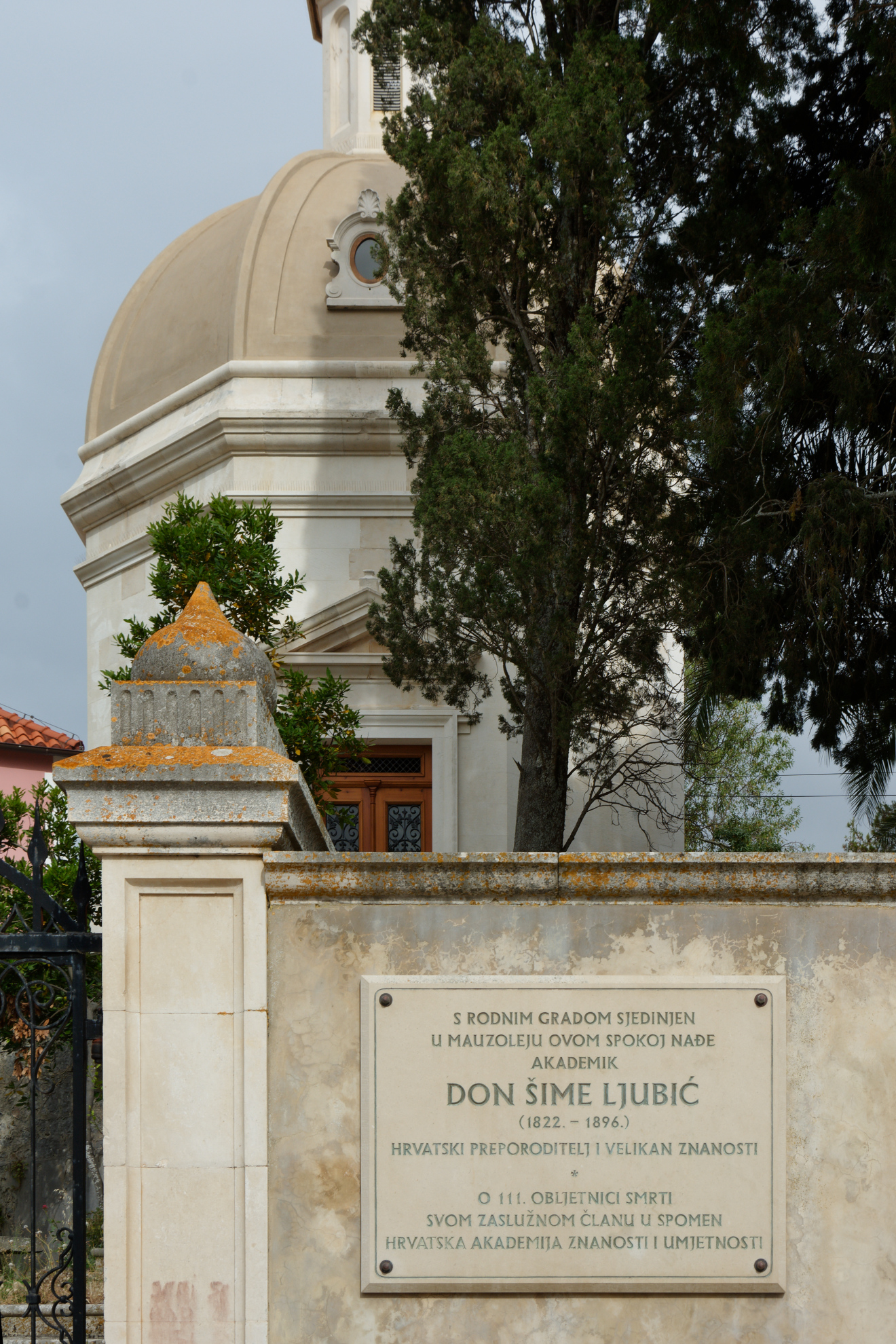